# ホルヘ・ソーサ
ホルヘ・ボリバル・ソーサ（Jorge Bolivar Sosa , 1977年4月28日 - ）は、ドミニカ共和国サントドミンゴ出身の元プロ野球選手（投手）。

## 経歴

### ロッキーズ傘下時代
1995年6月23日にコロラド・ロッキーズと契約。最初の5年間はマイナーリーグで外野手としてプレーしていたが、肩の強さを見込まれて投手にコンバートされた。

### マリナーズ傘下
2000年12月11日にMiLBドラフトでシアトル・マリナーズへ移籍。
2001年はA-級エバレット・アクアソックス、A級ウィスコンシン・ティンバーラトラーズでプレー。

### ブルワーズ傘下時代
2001年12月13日にルール・ファイブ・ドラフトでミルウォーキー・ブルワーズへ移籍。

### レイズ時代
2002年3月18日にウェーバーでタンパベイ・デビルレイズに移籍すると、4月4日のデトロイト・タイガース戦でメジャーデビュー。9点リードの9回表から3番手として登板し1回を投げたが、ジェイコブ・クルーズ、マイク・リベラからそれぞれソロ本塁打を打たれ2失点した。

### ブレーブス時代
2005年3月31日にニック・グリーンとのトレードでアトランタ・ブレーブスに移籍。開幕当初はブルペンの一角を担う存在と見なされていたが、6月にティム・ハドソンやマイク・ハンプトンらエース級の先発投手が次々に故障者リスト入りするという不測の事態が訪れる。そのため、6月から先発ローテーションに定着し、13勝3敗（ビジターでは8勝0敗）、防御率2.55という好成績を残した。
2006年開幕前の3月に第1回WBCのドミニカ共和国代表に選出された。
シーズンでは、開幕当初から先発を務め期待されたものの、2勝9敗と不調でリリーフに降格した。

### カージナルス時代
2006年7月31日にマイナー投手とのトレードでセントルイス・カージナルスに移籍した。カージナルスでも防御率5.28と不調でポストシーズンのロースターに入ることができず、その年ワールドシリーズを制したカージナルスの優勝メンバーになれなかった。オフの12月12日にFAとなった。

### メッツ時代

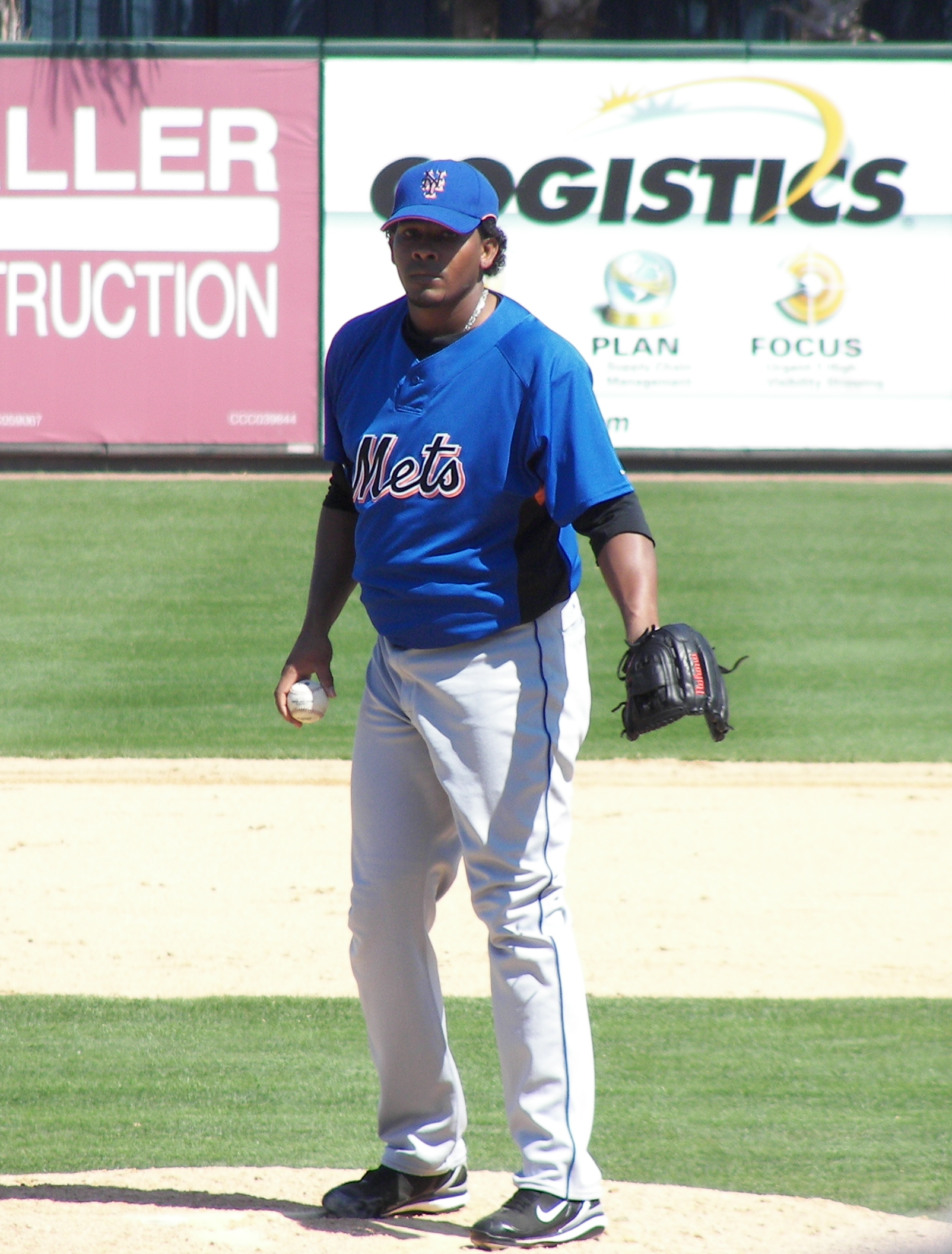
ニューヨーク・メッツ時代

2007年1月16日にニューヨーク・メッツと契約。AAA級ニューオーリンズで開幕を迎えたが、ケガをした先発の一角オルランド・ヘルナンデスに代わって5月にメジャー昇格。ヘルナンデス復帰後もチームに残り先発を務めていたが、7月末にリリーフに回った。
2008年は、リリーフに専念するも防御率7.06と不調に終わった。8月22日に禁止薬物のアンフェタミンを使用していたとして50試合の出場停止処分を受けた。オフの11月3日にFAとなった。

### ナショナルズ時代
2008年12月18日にワシントン・ナショナルズとマイナー契約を結んだ。
2009年はAAA級シラキュース・チーフスでプレー。20試合に登板し1勝2敗3セーブ、防御率2.79だった。8月にメジャー昇格。28試合に登板し2勝1敗2セーブ、防御率6.45だった。9月8日に放出された。

### レッドソックス傘下・マーリンズ時代
2010年1月13日にボストン・レッドソックスとマイナー契約を結んだ。出場のないまま4月16日に放出され、4月16日にフロリダ・マーリンズと契約。AAA級ニューオーリンズでプレー。7月21日にメジャーへ昇格し、22試合に登板した。11月1日にFAとなった。

### メキシカンリーグ時代
2011年は、リーガ・メヒカーナ・デ・ベイスボルのユカタン・ライオンズでプレー。10試合に先発として登板し5勝4敗、防御率3.69だった。

### 中日時代
2012年1月28日から中日ドラゴンズの入団テストを受け、2月5日に中日ドラゴンズが契約合意した。登録名はファミリーネームのみのソーサ。
序盤からリリーフとして好調を維持し、粘り強いピッチングで浅尾拓也、岩瀬仁紀の穴を埋める活躍をした。オフに残留交渉が難航し、保留選手名簿から外れ、11月30日、自由契約公示された。

### DeNA時代
2012年12月26日に横浜DeNAベイスターズが2年契約に合意したことを発表した。登録名はイニシャルを含めた「J.ソーサ」。DeNAにはすでに同じく中日の外国人選手であるトニ・ブランコ、エンジェルベルト・ソトが移籍したため、3人の外国人選手が同一球団から同一他球団に移籍するという史上初めての出来事だった。
2013年は当初セットアッパーを務めたが、山口俊の不調もあって間もなく抑えに転換、新守護神として3勝4敗19セーブの成績を挙げた。
2014年も抑えとしてスタートしたが、振るわずに二軍落ちし、再昇格後は主に新守護神となった三上朋也の前のセットアッパーとして起用されていたが、WHIP2.07が示すように走者を出して失点のピンチを招くような投球が続き、2度目の二軍落ち。以降は一軍での登板はなく、10月27日に球団から戦力外通告を受けた。12月2日、自由契約公示された。

### DeNA退団後
2015年は所属球団なく、オフにドミニカ共和国のウィンターリーグでプレー。

## プレースタイル

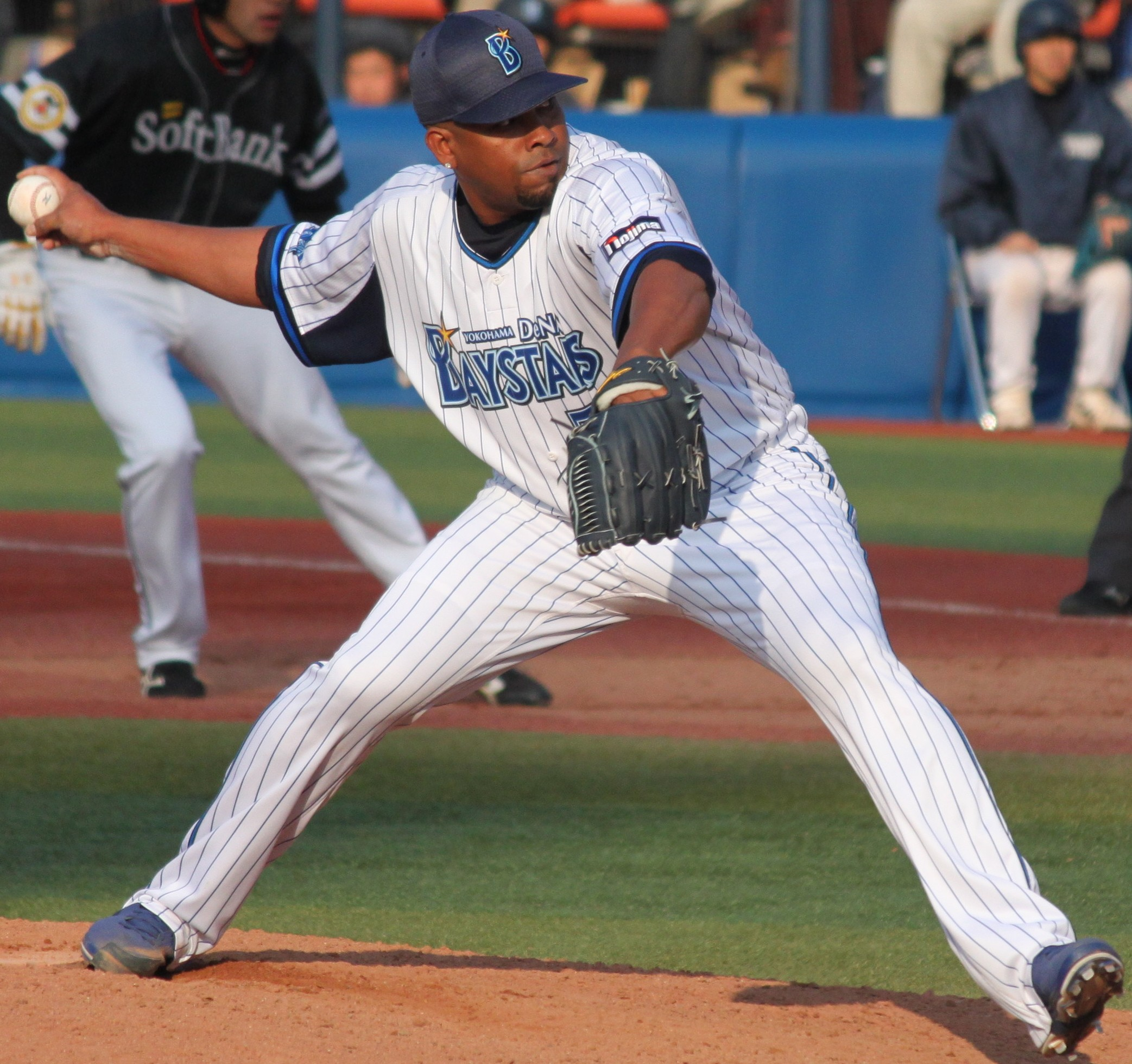
ホルヘ・ソーサの投球フォーム(2014年3月9日)

平均球速約149km/h、日本での最速157km/hの速球（フォーシーム、ツーシーム）とスライダーを武器とする。
以前は野手だったこともあり、打撃を得意としている。メジャーでも通算3本塁打を記録しており、中日移籍後のキャンプのフリー打撃では140m弾を放った。

## 人物
同じ姓であるサミー・ソーサとは親戚関係にあることを自称している。
料理が得意な一面があり、試合がない日などはチームメイトであるトニ・ブランコ、エンジェルベルト・ソトらとともにソーサの自宅で集まって料理をふるまっている。この様子は2013年4月27日放送のめざましテレビで紹介されている。

## 詳細情報

### 年度別投手成績
| 年 度    | 球 団    | 登 板 | 先 発 | 完 投 | 完 封 | 無 四 球 | 勝 利 | 敗 戦 | セ 丨 ブ | ホ 丨 ル ド | 勝 率 | 打 者 | 投 球 回 | 被 安 打 | 被 本 塁 打 | 与 四 球 | 敬 遠 | 与 死 球 | 奪 三 振 | 暴 投 | ボ 丨 ク | 失 点 | 自 責 点 | 防 御 率 | W H I P |
| -------- | -------- | ----- | ----- | ----- | ----- | -------- | ----- | ----- | -------- | ----------- | ----- | ----- | -------- | -------- | ----------- | -------- | ----- | -------- | -------- | ----- | -------- | ----- | -------- | -------- | ------- |
| 2002     | TB       | 31    | 14    | 0     | 0     | 0        | 2     | 7     | 0        | 1           | .222  | 434   | 99.1     | 88       | 16          | 54       | 0     | 2        | 48       | 5     | 0        | 63    | 61       | 5.53     | 1.43    |
| 2003     | TB       | 29    | 19    | 1     | 1     | 0        | 5     | 12    | 0        | 0           | .294  | 566   | 128.2    | 137      | 14          | 60       | 4     | 4        | 72       | 8     | 1        | 71    | 66       | 4.62     | 1.53    |
| 2004     | TB       | 43    | 8     | 0     | 0     | 0        | 4     | 7     | 1        | 5           | .364  | 447   | 99.1     | 100      | 17          | 54       | 3     | 1        | 94       | 2     | 0        | 67    | 61       | 5.53     | 1.55    |
| 2005     | ATL      | 44    | 20    | 0     | 0     | 0        | 13    | 3     | 0        | 4           | .813  | 577   | 134.0    | 122      | 12          | 64       | 8     | 0        | 85       | 3     | 0        | 42    | 38       | 2.55     | 1.39    |
| 2006     | ATL      | 26    | 13    | 0     | 0     | 0        | 3     | 10    | 3        | 0           | .231  | 394   | 87.1     | 105      | 20          | 32       | 5     | 1        | 58       | 2     | 0        | 61    | 53       | 5.46     | 1.57    |
| 2006     | STL      | 19    | 0     | 0     | 0     | 0        | 0     | 1     | 1        | 0           | .000  | 130   | 30.2     | 33       | 10          | 8        | 1     | 0        | 17       | 0     | 0        | 18    | 18       | 5.28     | 1.34    |
| '06計    | STL      | 45    | 13    | 0     | 0     | 0        | 3     | 11    | 4        | 0           | .214  | 524   | 118.0    | 138      | 30          | 40       | 6     | 1        | 75       | 2     | 0        | 79    | 71       | 5.42     | 1.51    |
| 2007     | NYM      | 42    | 14    | 0     | 0     | 0        | 9     | 8     | 0        | 9           | .529  | 481   | 112.2    | 109      | 10          | 41       | 2     | 0        | 69       | 0     | 0        | 58    | 56       | 4.47     | 1.33    |
| 2008     | NYM      | 20    | 0     | 0     | 0     | 0        | 4     | 1     | 0        | 1           | .800  | 107   | 21.2     | 30       | 4           | 11       | 4     | 0        | 12       | 2     | 0        | 23    | 17       | 7.06     | 1.89    |
| 2009     | WSH      | 18    | 0     | 0     | 0     | 0        | 2     | 1     | 2        | 3           | .667  | 103   | 22.1     | 28       | 5           | 12       | 2     | 0        | 17       | 2     | 0        | 16    | 16       | 6.45     | 1.79    |
| 2010     | FLA      | 22    | 2     | 0     | 0     | 0        | 2     | 3     | 0        | 0           | .400  | 165   | 36.2     | 39       | 4           | 18       | 4     | 0        | 19       | 2     | 0        | 22    | 19       | 4.66     | 1.55    |
| 2012     | 中日     | 53    | 0     | 0     | 0     | 0        | 5     | 1     | 4        | 21          | .833  | 260   | 63.1     | 54       | 1           | 19       | 4     | 1        | 50       | 1     | 0        | 17    | 13       | 1.85     | 1.15    |
| 2013     | DeNA     | 55    | 0     | 0     | 0     | 0        | 3     | 4     | 19       | 11          | .429  | 249   | 60.1     | 51       | 2           | 21       | 0     | 0        | 54       | 3     | 0        | 20    | 12       | 1.79     | 1.19    |
| 2014     | DeNA     | 27    | 0     | 0     | 0     | 0        | 0     | 3     | 3        | 12          | .000  | 118   | 23.2     | 35       | 2           | 14       | 1     | 1        | 14       | 2     | 0        | 15    | 13       | 4.94     | 2.07    |
| MLB：9年 | MLB：9年 | 294   | 90    | 1     | 1     | 0        | 44    | 53    | 7        | 23          | .454  | 3404  | 772.2    | 791      | 112         | 354      | 33    | 8        | 491      | 26    | 1        | 441   | 405      | 4.72     | 1.48    |
| NPB：3年 | NPB：3年 | 135   | 0     | 0     | 0     | 0        | 8     | 8     | 26       | 44          | .500  | 627   | 147.1    | 140      | 5           | 54       | 5     | 2        | 118      | 6     | 0        | 52    | 38       | 2.32     | 1.32    |

- 各年度の太字はリーグ最高

### 記録
MLB
- 最高勝率：1回 （2005年）

NPB
- 初登板・初ホールド：2012年4月7日、対東京ヤクルトスワローズ2回戦（ナゴヤドーム）、6回表に3番手で救援登板、2回無失点
- 初奪三振：同上、7回表に村中恭兵からスリーバント空振り三振
- 初セーブ：2012年5月28日、対福岡ソフトバンクホークス2回戦（ナゴヤドーム）、8回表1死に4番手で救援登板・完了、1回2/3を無失点
- 初勝利：2012年6月16日、対オリックス・バファローズ3回戦（京セラドーム大阪）、9回裏に3番手で救援登板、2回無失点

### 背番号
- 59 （2002年 - 2003年）
- 36 （2004年）
- 34 （2005年 - 2006年、2010年）
- 31 （2006年）
- 29 （2007年 - 2009年）
- 65 （2012年）
- 53 （2013年 - 2014年）

### 登録名
- ソーサ（2012年）
- J.ソーサ（2013年 - 2014年）

### 登場曲
- Omega　「Tu Si Quieres, Tu No Quieres」

### 代表歴
- 2006 ワールド・ベースボール・クラシック・ドミニカ共和国代表